# Nermin Nikšić
Nermin Nikšić (Konjic, 27. prosinca 1960.) je bosanskohercegovački političar i predsjednik Vlade Federacije Bosne i Hercegovine od 2011. do 2015., pa od 2023., predsjednik SDP-a BiH od 2014.

## Raniji život
Nermin Nikšić rođen je u Konjicu 27. prosinca 1960. Osnovnu školu i gimnaziju završio je u rodnom gradu. Diplomirao je na Pravnom fakultetu Sveučilišta u Mostaru 1986.
U Socijaldemokratsku partiju BiH učlanio se 1993. Od 1988. bio je zaposlen u Općini Konjic na poslovima referenta za urbanizam, građevinarstvo i stambeno-komunalne poslove, potom i na mjestu tržišno-ugostiteljskog inspektora. Od 1990. do 1992. bio je šef Odjela za inspekcijske poslove. Tijekom rata u Bosni i Hercegovini, od 1992. do 1995. bio je pomoćnik zapovjednika za pravne poslove, a kasnije i moralist u Armiji RBiH.
Od 1995. do 1998. bio je predsjednik Izvršnog odbora Općine Konjic. Od 1998. do 2000. tajnik za opću upravu, stambeno-komunalne i inspekcijske poslove. Zamjenikom načelnika Općine Konjic imenovan je 2000., ali podnio je ostavku nakon što je izabran za zastupnika u Zastupničkom domu Parlamenta FBiH. Od 1994. do 2004. bio je predsjednik konjičkog ogranka SDP-a BiH. Za zastupnika je biran tri puta uzastopno. U mandatu 2002. – 2006. bio je bio dopredsjednik, a kasnije i predsjednik Kluba zastupnika SDP-a BiH. Od 2004. do 2007. bio je predsjednik županijskog ogranka stranke za Hercegovačko-neretvansku županiju. U prosincu 2014. postao je predsjednik SDP-a BiH. Predsjednikom Vlade Federacije BiH postao je u ožujku 2011.

## Predsjednik Platforme
Nikšićeva vlada, tzv. Platforma, je, nakon što je preuzela dužnosti u ožujku 2011., počela uvelike zaduživati, pa je vanjski dug Federacije u 2011. bio 212 409 000 BAM, da bi se iz godine u godinu povećavao; 2012. iznosio je 292 786 516 BAM, a 2013. 501 752 551 BAM. Veliko zaduživanje Federacije uglavnom je išlo na teret proračuna županija, čime su one uvelike oštećene.
Platformaška vlada je, unatoč početnim ocjenama sarajevskih medija koji su je opisivali kao "najuspješniju federalnu vladu", bila okarakterizirana brojnim krizama, smjenama i uhićenjima. Vrhunac krize izbio je u veljači 2014., kada su krenuli nemiri u bošnjačkom dijelu Federacije BiH, izazvani što političkim motivima, što ekonomskim krahom.
Kriza je počela kada je ministar branitelja iz SDP-a BiH, Zukan Helez, počeo provoditi reviziju branitelja u veljači 2012., čime su se počela uskraćivati prava veteranima Hrvatskog vijeća obrane. Predsjednik Federacije BiH Živko Budimir ga je pokušao smijeniti, ali bezuspješno. Konačno je u prosincu 2012., Ustavni sud FBiH ocijenio reviziju neustavnom. U lipnju 2012., SDP BiH je pokušao iz vlasti izbaciti SDA vrbovanjem njihovog ministra Desnice Radivojevića, kojeg je Budimir, saveznik SDA, bezuspješno pokušao smijeniti. U studenome 2013. Budimir je uhićen pod sumnjom da je primao mito prilikom davanja pomilovanja, a u aferu je bio upleten i SDP-ov ministar pravosuđa Zoran Mikulić. Budimirov raniji stranački kolega iz HSP-a BiH i ministar financija Ante Krajina, svrstao se na SDP-ovu stranu, pa je i njega Budimir pokušao smijeniti u siječnju 2014., no Krajini je podršku dao visoki predstavnik Valentin Inzko, te je i taj Budimirov pokušaj bio izjalovljen. U rujnu 2014. SIPA je uhitila jednog od koalicijskih partnera i ministra poljoprivrede Jerku Ivankovića Lijanovića iz NSRzB-a, i njegovog stranačkog kolegu, ministra trgovine Milorada Bahilja, zbog zlouporabe proračunskih sredstava. Zbog navedenih razloga, Platformaška vlada smatra se najgorom od nastanka Federacije BiH.
Na općim izborima 2014., Nikšić je ponovno bio kandidat za Zastupnički dom Parlamenta Federacije BiH. Na Trećem izvanrednom kongresu SDP-a BiH održanom 6. i 7. prosinca 2014., Nikšić je u tijesnoj utrci u drugom krugu izabran za predsjednika stranke. Njegov glavni protukandidat bio je Selim Bešlagić. Nikšić je bio Lagumdžijin favorit za njegovog nasljednika. Njegova pobjeda smatra se nastavkom utjecaja Lagumdžije na SDP BiH. Nikšićev glavni zadatak kao predsjednika bit će zaustavljanje osipanja stranke i pokušaj ujedinjenja s Demokratskom frontom Željka Komšića.